# Анапски градски округ
Анапски градски округ (рус. Муниципальное образование город-курорт Анапа) административно-територијална је јединица другог нивоа и општинска целина са статусом градског округа смештена у западном делу Краснодарске покрајине, односно на југозападу европског дела Руске Федерације. Једна је од седам општина са статусом градског округа у Покрајини.
Административни центар округа и његово највеће и најважније насеље је град Анапа.
Према подацима националне статистичке службе Русије за 2017. на територији округа живело је 186.127 становника или у просеку 189,57 ст/km². Површина округа је 981,86 km².

## Географија
Анапски градски округ се налази у западном делу Краснодарске покрајине и једна је од шест општинских јединица у покрајини са излазом на црноморску обалу. Са површином територије од 981,86 km² једна је од мањих административних јединица у покрајини. Граничи се са Темрјучким и Кримским рејоном на северу и истоку, односно са Новоросијским градским округом на југоистоку, док је на западу и југу обала Црног мора.
У рељефу округа издвајају се два подручја, северни и западни део има равничарски степски карактер, док надморска висина постепено расте идући ка југозападу и југу где прелази у подгорине Великог Кавказа (надморске висине до 550 метара). Уз северозападну обалу налазе се полуслани Кизилташки и Витјазевски лиман. Најважнији водоток је река Гостагајка која се улива у Витјазевски лиман, док су све остале реке знатно мањих димензија.
западним делом рејона пролази деоница аутопута А290 који повезује Новоросијск са Кримом преко Кримског моста, док се у северном делу рејона налази Анапски аеродром. Најважнија привредна делатност у округу је туризам.

## Историја
Анапски градски округ формиран је 2006. године и настао је спајањем дотадашњег Анапског општинског рејона и града Анапе. На тај начин је дотадашњи Анапски рејон, основан још 1923. престао да постоји као засебна административна јединица.

## Демографија и административна подела
Према подацима са пописа становништва из 2010. на територији округа живело је укупно 129.260 становника, док је према процени из 2017. ту живело 186.127 становника, или у просеку око 189,57 ст/km². По броју становника Анапски градски округ заузима пето место у Покрајини, са уделом у укупној покрајинској популацији од 3,32%.
| 1959.   | 1970.   | 1979.   | 1989.   | 2002.   | 2010.   | 2017.   |
| ------- | ------- | ------- | ------- | ------- | ------- | ------- |
| 62.163* | 56.529* | 67.963* | 57.281* | 70.576* | 129.260 | 186.127 |

Напомена:* Подаци се односе искључиво на тадашњи Анапски рејон и не укључују град Анапу. 
На територији округа се налазе укупно 52 насељена места административно подељена на 10 другостепених општинских округа округа. Административни центар округа и његово највеће насеље је град Анапа у ком живи око 75.000 становника. Већа насеља су још и станице Анапскаја (16.100) и Гостагајевскаја (9.900), те села Витјазево (8.000), Супсех (6.700) и Цибанобалка (око 5.400 становника).